# البینو (ایندیانا)
البینو، ایندیانا (به انگلیسی: Albion, Indiana) یک منطقهٔ مسکونی در ایالات متحده آمریکا است که در ایندیانا واقع شده‌است.

## خصوصیات
البینو ۴٫۹۵ کیلومترمربع مساحت و ۲٬۳۴۹ نفر جمعیت دارد و ۲۹۱ متر بالاتر از سطح دریا واقع شده‌است.